# Ламбарене
Ламбарене (фр. Lambaréné) — город в Габоне, административный центр провинции Среднее Огове. Административный центр департамента Огоуе и Де-Лак.
Ламбарене находится в центральноафриканских тропических лесах на реке Огове. Эта река делит город на 3 района: Rive Gauche, Ile Lambaréné и Rive Droite. В районе Rive Droite расположена Больница Альберта Швейцера в Ламбарене. Большинство населения проживают в районе Rive Gauche. Здесь же находится аэропорт Ламбарене.
Сегодня Ламбарене населён в основном представителями народов этнической группы банту, таких как Beti-Pahuin, пуну, эшира и Myéné. Основной экономики является рыбное хозяйство. В стадии проектирования находится новый порт.

## Альберт Швейцер
Франко-германский лауреат Нобелевской премии мира Альберт Швейцер (1875—1965) основал свою всемирно известную больницу в Ламбарене в 1913 году. Сегодня больница Альберта Швейцера включает в себя отделения терапии, хирургии, педиатрии, стоматологии и родильный дом, а с 1981 года — отделение медицинских исследований, которое сосредоточено на исследовании малярии.

## Климат
Средняя температура воздуха в Ламбарене составляет 27 °C. Сезон дождей начинается в октябре и заканчивается в июне. Длинный сезон засухи длится с июля по сентябрь (в том числе короткий сезон засухи в декабре—январе).
| Показатель                    | Янв.  | Фев.  | Март  | Апр.  | Май   | Июнь | Июль | Авг. | Сен. | Окт.  | Нояб. | Дек.  | Год    |
| ----------------------------- | ----- | ----- | ----- | ----- | ----- | ---- | ---- | ---- | ---- | ----- | ----- | ----- | ------ |
| Средний суточный максимум, °C | 31,5  | 32,2  | 32,3  | 32,5  | 31,3  | 28,9 | 27,9 | 28,4 | 30,0 | 31,0  | 30,8  | 30,9  | 30,6   |
| Средняя температура, °C       | 27,2  | 27,6  | 27,6  | 27,8  | 27,2  | 25,3 | 23,9 | 24,7 | 26,1 | 26,9  | 26,9  | 27,1  | 26,5   |
| Средний суточный минимум, °C  | 22,9  | 22,9  | 22,8  | 23,1  | 23,1  | 21,7 | 19,9 | 20,9 | 22,2 | 22,8  | 23,0  | 23,2  | 22,4   |
| Норма осадков, мм             | 175,3 | 145,2 | 253,8 | 212,8 | 166,2 | 20,9 | 3,2  | 6,9  | 71,0 | 347,7 | 393,9 | 172,0 | 1868,9 |
| Источник: МОЗГИИИ             |       |       |       |       |       |      |      |      |      |       |       |       |        |

## Транспорт
Через Ламбарене проходит транс-африканский автодорожный маршрут  шоссе Триполи-Кейптаун.

## Известные жители
- Пьер Бразза — итальянский граф, исследователь, положивший начало французскому господству по верхнему течению Огове и на Конго.
- Роза Рогомбе — габонский политический деятель, исполняющая обязанности Президента Габона после смерти 8 июня 2009 года Омара Бонго.
- Андре Рапонда Уокер[англ.] — антрополог и священник, работавший поблизости Ламбарене.